# The Hunter (jeu vidéo)
Pour les articles homonymes, voir The Hunter.
 (mars 2017).
Si vous disposez d'ouvrages ou d'articles de référence ou si vous connaissez des sites web de qualité traitant du thème abordé ici, merci de compléter l'article en donnant les références utiles à sa vérifiabilité et en les liant à la section « Notes et références ».
The Hunter (stylisé theHunter) est un jeu vidéo de chasse free-to-play en vue à la première personne, sorti sur PC en mars 2009 et  co-développé par Expansive Worlds.
theHunter est une simulation recréant de la manière la plus réaliste possible, la chasse aux animaux sauvages. Le jeu se déroule dans le territoire de chasse d’Evergreen, initialement inspiré des îles de l'État de Washington aux États-Unis, et s’étend désormais à d’autres environnements comme les états de l’Alaska et de la Louisiane, des pays tels que l’Allemagne, la France et l'Australie, ou encore la région de Scandinavie.
Au cours d'une partie gratuite, le jeu propose au joueur de chasser cinq espèces d'animaux différentes avec deux armes offertes : une carabine .243 ainsi que le fusil monocoup de calibre 12. Le joueur ayant un compte gratuit reçoit gratuitement 3 boîtes de munitions à chaque partie de chasse. Les membres qui se sont acquittés d’un abonnement payant peuvent chasser toutes les espèces présentes sur les 10 réserves de chasse. D’autres espèces et/ou d’autres réserves sont régulièrement créées et rajoutées au jeu.

## Système de jeu
The Hunter peut se jouer seul ou en multijoueur jusqu'à 8 personnes.
Le gameplay repose sur de la traque et le prélèvement des animaux tués avec les armes fournies, même si un appareil photo numérique est également disponible pour ceux qui ne souhaitent pas utiliser une arme. Les traces laissées par les animaux peuvent être trouvées et identifiées avec l’huntermate, un dispositif in-game de type GPS qui identifie des empreintes, excréments, traces de sang, et les sons émis par les différentes espèces. Le jeu propose aussi des chasses particulières appelées « sauvagine ».
theHunter dispose également d'éléments de RPG mineurs. Le fait de suivre et repérer chaque animal améliore les compétences dans ces domaines. Des compétences d’arme peuvent être également améliorées en effectuant des tirs avec succès sur les animaux. L'amélioration des compétences permet de faciliter la recherche d'empreintes, ou d'améliorer la stabilité de visée d'une arme, ce qui aide à tuer les animaux plus efficacement. Aussi, le joueur débloque des compétences particulières, comme l'escalade.
Tout personne inscrite au jeu avant le 20 décembre 2015 s'est vu attribuer gratuitement un revolver .454 « El bisonte » permettant de chasser le gros gibier.

## Développement
theHunter est développé au Royaume-Uni par Emote Games, en collaboration avec le studio suédois Avalanche Studios basé à Stockholm. Le 18 février 2010, Avalanche Studios annonce l'acquisition de l'intégralité des droits sur « The Hunter », dont la propriété intellectuelle était jusqu'alors détenus par Emote Games. À la suite de cette acquisition, le studio Expansive Worlds a vu le jour afin d'agir en tant que division de jeux en ligne d'Avalanche et pour poursuivre le développement de The Hunter.
theHunter est bâti sur le moteur Avalanche Engine 2 (propriétaire d'Avalanche Studios) qui utilise le contenu généré, et peut donc créer un monde de jeu grand et sophistiqué en un volume relativement petit de téléchargement (1,47 Go comme en décembre 2013). Le moteur de jeu permet de subtils éclairages et ombres, et des effets météorologiques naturels. Le jeu est en constante évolution depuis sa création et propose toujours plus de contenu, (on peut d'ailleurs constater que le poids du jeu a aussi grandement évolué, avec une taille avoisinant les 9 Go).

## Postérité
Une variante du jeu originel est sortie le 31 mars 2015, The Hunter: Primal, le jeu propose le même gameplay mais avec un environnement amélioré et cette fois le joueur chasse des dinosaures.
En raison de son succès, le jeu a également eu droit à une suite en février 2017, The Hunter: Call of the Wild qui est disponible sur Steam, Xbox One et PlayStation 4.